# Bellevalia decolorans
Bellevalia decolorans là một loài thực vật có hoa trong họ Măng tây. Loài này được Bornm. mô tả khoa học đầu tiên năm 1908.